# 名古屋市営バス港明営業所

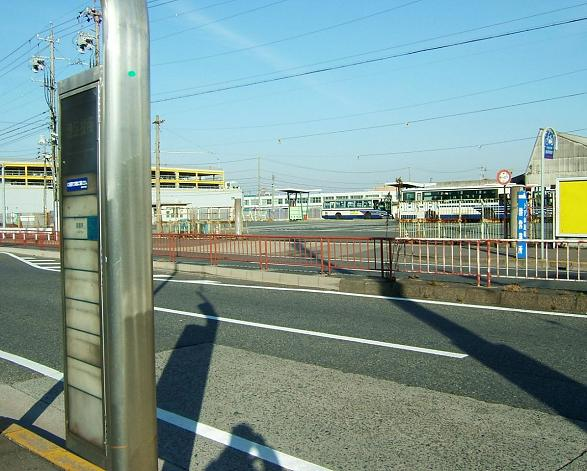
港営業所（2005年1月）

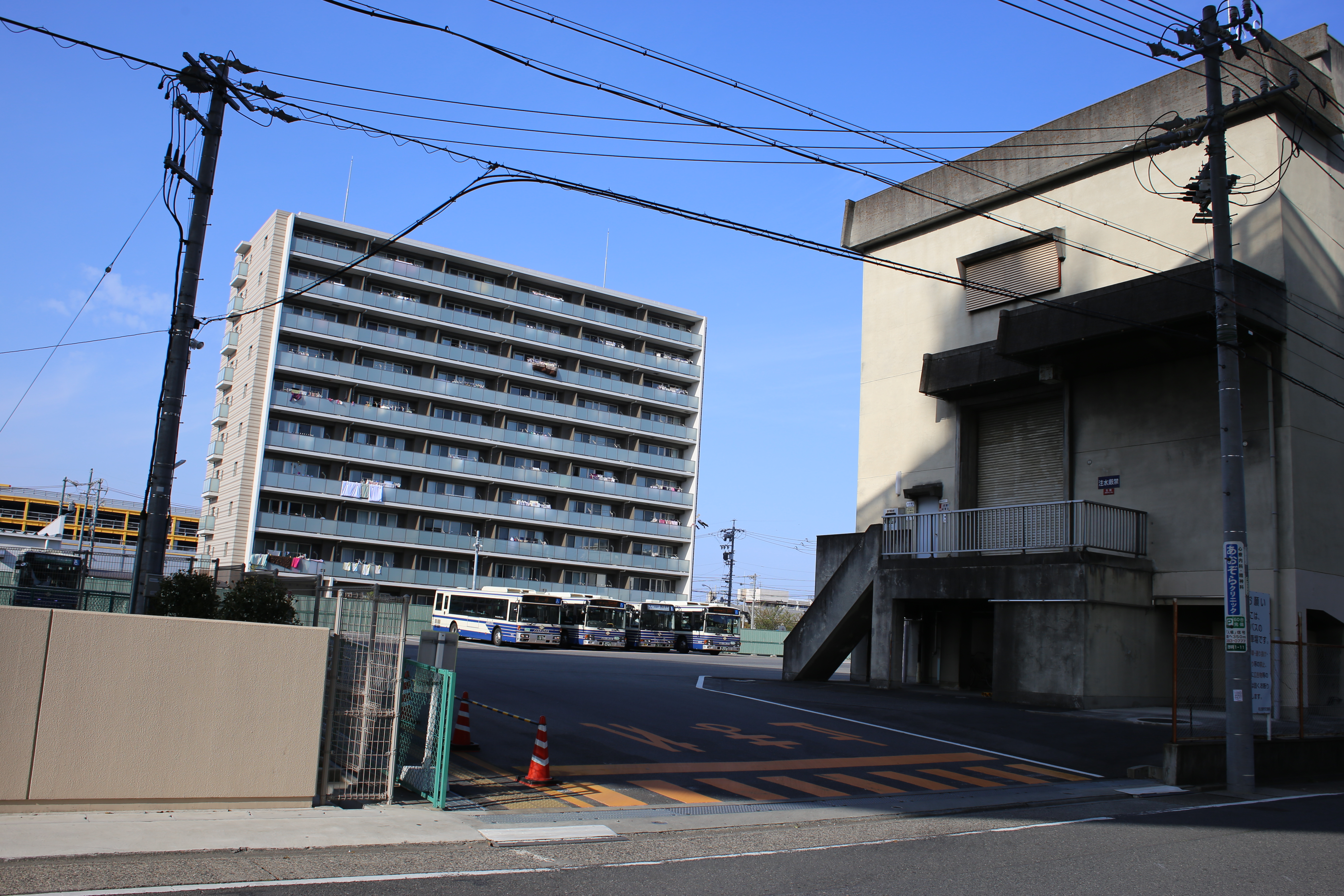
港営業所跡地（2016年4月）

名古屋市営バス港明営業所（なごやしえいバスこうめいえいぎょうしょ）は、愛知県名古屋市港区港明に所在する名古屋市営バスの営業所。主に港区の路線を担当している。
かつて当地に存在した港営業所は、名古屋臨海高速鉄道あおなみ線開業に伴う港区内のバス路線規模縮小により、2004年10月に一度廃止となった。
跡地には、2019年2月12日に港明営業所（こうめいえいぎょうしょ）が開設され、三重交通が担当系統（名駅19、栄22、名港13の3系統）の運行を受託している。なお、港明営業所が開業するまで浄心営業所楠分所（当時）が暫定的に中川営業所主担当路線のうち港区役所発着の名駅19と栄22の2系統を担当していた。
かつては名古屋市電の港電車運輸事務所であり、廃止後にバス車庫に転用された。市電の車両庫はバスの日常検査用ピットとして使用していたが、用途がなくなったため解体された。
敷地内には鉄筋コンクリート造りの建物があり、そこに名古屋市営地下鉄名港線の変電所とバス乗務員の詰所が併設されていた。
かつての最寄りのバス停留所は港車庫前であった。

## 沿革
- 1969年（昭和44年）2月20日：港電車運輸事務所閉鎖。中川自動車運輸事務所港分所が開設。
- 1970年（昭和45年）6月1日：港自動車運輸事務所として独立。
- 1982年（昭和57年）12月1日：港営業所に改称。
- 2004年（平成16年）10月6日：転回場へ格下げ。用途不要となった敷地は売却され、地下鉄用変電所の1階部分にある乗務員詰所と一部駐車スペースのみが残った。
- 2017年（平成29年）12月1日：三重交通が市バス新営業所の施設整備を開始する。
- 2018年（平成30年）9月：中川営業所に移管された名駅19・栄22両系統の副担当営業所として浄心営業所楠分所が指定される。
- 2019年（平成31年）2月12日：港明営業所開設。中川営業所より名駅19・栄22両系統、および名港13号系統を移管（楠の副担当は廃止、中川は名港13の副担当として存続）。
- 2020年（令和2年）4月1日：担当路線を拡大。配置車両を14両から30両に増車し中川営業所より高畑18・東海11の両系統、鳴尾営業所より幹築地1号系統を移管（鳴尾は副担当として存続）。名港13の中川副担当を廃止。
- 2020年（令和2年）10月1日：幹築地1の鳴尾副担当を廃止。

## 現行路線

### 主担当路線

#### 幹築地1号系統
|     | 起点     | 主な経由地 | 主な経由地 | 主な経由地 | 主な経由地 | 主な経由地             | 主な経由地 | 主な経由地 | 終点          | 備考                         |
| --- | -------- | ---------- | ---------- | ---------- | ---------- | ---------------------- | ---------- | ---------- | ------------- | ---------------------------- |
| 本  | 港区役所 | 築地口     | 大手橋     | 稲永駅     | 野跡小学校 | ---                    | ---        | ---        | 野跡駅        |                              |
| 支1 | 名古屋港 | 築地口     | 大手橋     | 稲永駅     | 野跡小学校 | ---                    | 野跡駅     | 空見町     | フェリー ふ頭 | 停留所およびダイヤの欄を参照 |
| 支2 | 名古屋港 | 築地口     | 大手橋     | 稲永駅     | 野跡小学校 | 稲永 スポーツ センター | 野跡駅     | 空見町     | フェリー ふ頭 | 停留所およびダイヤの欄を参照 |
| 支3 | 名古屋港 | 築地口     | 大手橋     | 稲永ふ頭   | 潮凪町     | ---                    | ---        | ---        | 野跡駅        | 停留所およびダイヤの欄を参照 |

概要
港区東部のなごや港や港区役所から築地口を経由し、港区南部の稲永・野跡・汐止町といったあおなみ線沿線や港湾沿いの地区を名古屋市道金城埠頭線（金城ふ頭線）経由で結ぶ系統である。系統名に「築地」が入るのは当系統のみである。沿線に住宅が少なく、金城ふ頭へのアクセスもないため営業係数は悪く、毎年の赤字額も大きいのが特徴である。利用者のわりに本数がやや多いために過去には1億円を超える赤字を出した年度もあるが、年々改善されつつある。
沿革
現行の〔金山25〕の前身である〔25〕（金山 - 空見町）の出入庫系統として設定されたのが始まりである。
その後、名古屋市国際展示場のある金城埠頭への乗り入れ路線として、港車庫前/名古屋港 - 稲永町 - 金城埠頭（詳細は後述）の系統を〔25〕の支線として新設した。
また、金城埠頭の側にある名古屋フェリーターミナルへのアクセスと名古屋港の各埠頭周辺への通勤路線を兼ねた〔132〕（名古屋港 - 築地口 - 稲永ふ頭 - 空見町 - フェリーふ頭）が新設された。
1986年の再編で、これらの系統を〔幹線8〕として統合した。ただし、〔132〕は無番扱いとなり、さらにこの系統も金城埠頭まで延長された（詳細は後述）。
1989年に稲永スポーツセンター開設に伴うアクセス路線として〔幹線8〕（名古屋港 - 稲永スポーツセンター）を新設した（現在の［支2］の前身）。
1994年の再編で金城埠頭関連系統のみを分離した。具体的には出入庫系統と「名古屋港 - 稲永スポーツセンター」の系統が〔幹線8〕に残り、「港車庫前・名古屋港 - 稲永町 - 金城埠頭」の系統は〔130〕、「名古屋港 - 稲永ふ頭 - フェリーふ頭 - 金城埠頭」の系統は〔132〕となった。
その後1998年の系統再編で〔幹線8〕が〔幹金山1〕、〔130〕・〔132〕が〔名港12〕にそれぞれ変更となった。
2001年の再編で〔幹金山1〕を〔金山25〕と本系統に分割し、［本］・［支1］・［支2］（当時は名古屋港 - 稲永スポーツセンター）が本系統に取り込まれる。そして2004年のあおなみ線の開業に伴う再編で、金城埠頭へのアクセスという役割を失った〔名港12〕は本系統に吸収される形で廃止となり、稲永ふ頭経由の系統が［支3］となった。
2014年4月1日より〔支2〕がフェリー埠頭まで延長運行されることになった。
2004年の再編までは港営業所の担当で、その後鳴尾営業所に移管され、2020年4月1日の再編で港明営業所に移管された（鳴尾営業所は副担当に変更）。同年10月1日付けで鳴尾が副担当から撤退し港明営業所の単独担当となる。
名古屋国際展示場でのイベント時に〔名港12〕を補完する形で名古屋港 - ポートメッセなごや間に臨時急行バスが運行されていた。停車停留所は築地口のみ。再編後は金城ふ頭内に市バスの乗り入れはないが、イベント主催者による名古屋港 - ポートメッセなごやの無料貸切バスが市バス車両で運行されることがある。

金城埠頭付近の経路
《、》で囲まれているのは橋および道路の名称
〔25〕→〔幹線8〕→〔130〕の経路
（名古屋港方面から）…→金城橋→《金城橋》→金城橋南(A)（ロサンゼルス大通沿い）→《ロサンゼルス大通》→《南京大路》→国際展示場→ポートプレイランド→ポートプレイランド（南）→ポートプレイランド（東）→金城橋南(A)（メキシコ大通り沿い）→《金城橋》→金城橋→…（名古屋港方面へ）
無番（フェリー埠頭経由）→〔132〕の経路
（名古屋港方面から）…→フェリーふ頭→《金城西橋》→金城橋南(B)→《ロサンゼルス大通り》→《南京大路》→国際展示場→ポートプレイランド→ポートプレイランド(南)→ポートプレイランド（東）→金城橋南(B)→《金城西橋》→フェリー埠頭→…（名古屋港方面へ）
〔名港12〕の経路
（名古屋港方面から）…→フェリーふ頭→《金城西橋》→《ロサンゼルス大通の北側1本手前の道》→金城埠頭一→《南京大路》→ポートメッセ1号館（旧国際展示場）→ポートメッセなごや（南）（旧ポートプレイランド（南））→ポートメッセなごや→金城橋南（旧金城橋南（A））→金城埠頭一（旧金城橋南(B)）→《金城西橋》→フェリー埠頭→…（名古屋港方面へ） 上記のように経路自体は金城埠頭を循環する形態をとっていたが、名古屋港方面からはポートプレイランド（南）またはポートメッセなごやを跨いでの乗り越しは出来なかった。一方、名古屋港方面へは循環の入口である国際展示場および金城埠頭1（ポートメッセなごや方面）から客扱いをしていた。
停留所およびダイヤ
［本］は平日の日中などが毎時1本の運行であるほかは毎時2本程度、［支1］は平日は朝および夕方以降、土休日は終日の運行で毎時1本、［支3］は朝夕のみ毎時1本程度の運行である。［支2］は平日日中のみ毎時1本の運行である。
 : 上述の〔金山25〕に加え、野跡駅 - 中川橋間は〔幹名駅2・本〕、野跡駅 - 稲永新田間は〔高畑13・本〕、西稲永 - 稲永駅 - 中川橋間は〔高畑13・支〕・〔名港13・支〕、稲永駅 - 中川橋間は〔名港13・本〕とも同じ金城ふ頭線を走る経路となる。

#### 名駅19号系統
|    | 起点     | 主な経由地   | 主な経由地 | 主な経由地 | 主な経由地     | 主な経由地 | 主な経由地 | 終点     |
| -- | -------- | ------------ | ---------- | ---------- | -------------- | ---------- | ---------- | -------- |
| 本 | 名古屋駅 | 国際センター | 尾頭橋     | 五女子     | 中野本町二丁目 | 昭和橋     | 東海橋     | 港区役所 |

名古屋駅から泥江町交差点を右折、そのまま江川線（名古屋市道江川線）を南下して尾頭橋、そこから裏道を縫うようにして徐々に中川運河の左岸に近づき、昭和橋 - 東海橋は中川運河の左岸を通る。その後、東海橋で中川運河と別れ港区役所を目指す路線である。
旧〔129〕。もともとは中野橋から中川橋まで中川運河の左岸に沿って走っており、長い間中川橋の東詰にある名港線（当時は名城線）名港車庫の入口のところにあった中川橋北という停留所を終点としていた。
1996年の再編で経路が名古屋港まで延長され、また車両も中型車へ変更された。新系統番号採用時の再編で中川運河右岸を走っていた〔幹線18〕（新番号は〔幹名駅2〕）が経路変更で名古屋港へ乗り入れてくることになったため、起終点が同じになるのを避けて港車庫前（現在の港区役所）行きとなり、その後中野本町2 - 昭和橋を現行経路に変更、2019年3月25日より八幡西通 - 牛立町間の経路がこれまでの荒江町、八幡小学校経由から五女子、五女子二丁目経由となり、現在の経路に至る。
ほぼ終日、毎時1本の運行。
2018年9月より港明営業所開設まで、暫定的に楠分所が副担当に加わっていた（〔栄22〕も同様）。開設と同時に、港明営業所に移管されている。

#### 栄22号系統
|    | 起点 | 主な経由地 | 主な経由地 | 主な経由地 | 主な経由地 | 主な経由地 | 主な経由地 | 主な経由地 | 終点     |
| -- | ---- | ---------- | ---------- | ---------- | ---------- | ---------- | ---------- | ---------- | -------- |
| 本 | 栄   | 広小路伏見 | 柳橋       | 水主町     | 尾頭橋     | 日比野     | 一番三     | 六番町     | 港区役所 |

概要
本系統は、市内の中区栄と港区役所とを結ぶ路線である。市電10号系統（秩父通 - 柳橋 - 日比野 - 築地口 - 名古屋港）、50号系統（名古屋駅 - 明道町 - 日比野 - 船方 - 熱田駅）の代替機能も併せ持つ。
沿革
1998年（平成10年）の系統再編前の番号は〔147〕であった。系統再編前は、日比野-港車庫前（現在は港区役所）間は名港線の真上の道路を通っていたが、系統再編時に〔138〕（浄心町 - 船方）が廃止になったことにより、その経路であった一番3丁目を経由するようになった。
2004年までは港営業所の担当であった。2018年9月より港明営業所開設まで暫定的に楠分所が副担当になっており、2019年2月の開設と同時に港明営業所に移管された。
停留所およびダイヤ
平日の昼間は60分毎、土曜・休日の昼間は1時間あたり2本（等間隔ではない）の運行となっている。地下鉄より大幅に時間がかかるため全区間通しの利用は少ないが、江川線を経由するため地下鉄とほとんど並行していないこともあり、途中の利用者はそこそこいる。
江川線を通るのは本系統のほか、名古屋駅発着の〔名駅19〕と三重交通がある。三重交通は基本的に市バスより本数が少なく、停車停留所も少ないため、大きな競合にはなっていない。
マラソンフェスティバル ナゴヤ・愛知の開催日は規制時間中は納屋橋止まり、広小路伏見始発で運行される（稲西営業所が担当する〔幹栄2〕、〔栄24〕も同様。終点到着後は錦通を経由して始発停へ向かう。マラソンコースと複数交差する〔名駅16〕と〔都心ループ〕は運休）。また、本系統は広小路伏見では通常広小路伏見交差点の東側にある停留所に停車するがこの日のみ他系統と同じ西側停留所を始発停とする。

#### 高畑18号系統
|    | 起点     | 主な経由地 | 主な経由地 | 主な経由地 | 主な経由地 | 主な経由地 | 主な経由地 | 終点       | 備考                                        |
| -- | -------- | ---------- | ---------- | ---------- | ---------- | ---------- | ---------- | ---------- | ------------------------------------------- |
| 本 | 港区役所 | 武道館     | 南荒子駅   | 地下鉄高畑 | 松葉公園   | 中野本町二 | 六番町     | 港区役所   | 左右回り （→が右回り） 平日および土曜日運行 |
| 折 | 港区役所 | 東海通     | 東海橋     | 武道館     | 南荒子駅   | ---        | ---        | 地下鉄高畑 |                                             |

本系統は地下鉄高畑駅と港区役所の間を循環している。地下鉄だと名古屋駅、栄、金山を経由して大回りになるところをショートカットで結んでいるため利用者は比較的多い。地下鉄高畑と港区役所を結ぶ系統としては他に〔高畑13〕があるが、本系統の方が所要時間が短い。1998年にそれまでの公共施設関連系統〔中川区〕（六番町 - 昭和橋 - 中島橋 - 地下鉄高畑 - （上記と同じ） - 六番町）を再編し［折］が新設されるが、そのときは〔高畑11〕を名乗っていた。2000年の再編で1998年の再編時に廃止された旧〔中川区〕の区間を再び組み込み〔中川区2〕となり、2004年の再編で一般系統化され系統番号が〔高畑18〕となった。
競馬場 （現・川西通3）- 中野新町は1998年の再編まで〔新 - 野〕（中野新町 - 野跡）が運行していた区間だった。〔幹線18〕（名古屋駅 - 野跡）の出入庫線で、1日3便（休日運休）の運行であった。
運行は［折］が主体で、［本］は両回りとも平日と土曜の日中毎時1本のみと本数が少ない。［折］は終日の運行で港区役所 - 武道館 - 地下鉄高畑は［本］を合わせてほぼ毎時2本の運行。港区役所発着ではあるが、港明営業所開設当初は担当していなかった。2020年4月より、港明営業所に移管。

#### 東海11号系統
|     | 起点     | 主な経由地 | 主な経由地 | 主な経由地 | 主な経由地   | 主な経由地 | 主な経由地 | 主な経由地 | 主な経由地   | 主な経由地 | 主な経由地 | 主な経由地 | 終点     | 備考             |
| --- | -------- | ---------- | ---------- | ---------- | ------------ | ---------- | ---------- | ---------- | ------------ | ---------- | ---------- | ---------- | -------- | ---------------- |
| 本  | 港区役所 | 東海通     | 川西通三   | 本宮町     | 荒子川公園駅 | 善北町     | 惟信町     | 南陽大橋西 | 南陽交通広場 | 西茶屋荘   | 両茶橋北   | 南陽大橋西 | 港区役所 | 左回り （→のみ） |
| 支1 | 港区役所 | 東海通     | 川西通三   | 本宮町     | 荒子川公園駅 | 善北町     | 惟信町     | 惟信高校   | ---          | ---        | ---        | ---        | 多加良浦 |                  |

旧〔118〕の支線。2004年までは〔名港14〕を名乗っていた。〔118〕時代の［本］の経路は善北町から名四十一屋、そこから名四国道（国道23号）で庄内川・新川を越え、南陽プールから北上して〔東海12〕の経路をたどり、西茶屋荘の手前で現行経路と合流し、両茶橋までの運行であった。〔名港14〕となったときに［本］はサンビーチ日光川（現・日光川公園）止まりとなったが、2004年に東海通（名古屋市道東海橋線）・名四国道（国道23号）の渋滞緩和のため南陽大橋が架けられたことで、同年の再編より［本］は港区役所 - 《南陽大橋》 - 南陽町 - 両茶橋という経路になった。
2014年6月に両茶橋の回転場が廃止、同時にイオンモール名古屋茶屋構内にバスターミナル「南陽交通広場」が開設された関係で終点が改められると同時に現在の［本］が新設され、元々の［本］（以下［旧・本］とする）は南陽交通広場までに短縮され昼間時のみの運行となった。
2015年4月に［旧・本］が廃止され、朝夕も［本］が運行されるようになった。
昼間は［本］と［支1］それぞれ60分毎ずつ。［本］と［支1］合わせて一時間に2本の運行。
2020年4月1日より、港明営業所に移管。

#### 名港13号系統
|    | 起点     | 主な経由地 | 主な経由地 | 主な経由地 | 主な経由地 | 主な経由地 | 主な経由地 | 終点     |
| -- | -------- | ---------- | ---------- | ---------- | ---------- | ---------- | ---------- | -------- |
| 本 | 港区役所 | 築地口     | 稲永駅     | 名四十一屋 | ---        | 惟信町     | 惟信高校   | 多加良浦 |
| 支 | 港区役所 | 築地口     | 稲永駅     | 西稲永     | 宝神荘     | 惟信町     | 惟信高校   | 多加良浦 |

［本］はかつて〔幹高畑1〕と一体化されており、地下鉄高畑まで運行されていた。同じ起終点を持つ〔港巡回〕より所要時間が短く、約30分で港区役所と多加良浦とを結んでいる。
1998年に惟信高校で分断された後、港営業所の担当路線となっていた。系統名に名港が入っているが、本系統で名古屋港を発着する路線は現存しない。
毎年7月に開催される「みなと祭り」の日に限り、築地口止まりの臨時便が運行される。
2019年2月12日より港明営業所に移管され、中川営業所は副担当に変更となった後、2020年4月1日より中川営業所が副担当から撤退し、港明営業所の単独運行路線になった。
日中における〔本〕は平日が30分毎、土休日が60分毎の運行で、朝夕は本数が増える。〔支〕は朝と夜に数本のみ運行。

### 副担当路線

#### 金山25号系統
港区役所が起終点となるバスは当営業所専属担当である。

## 港営業所廃止時担当路線

### 主担当路線

#### 幹名駅2号系統
現在は浄心営業所（副担当：中川営業所）が担当

#### 幹築地1号系統
鳴尾営業所に移管された。先述の通り現在では港明営業所が担当となっている。

#### 名駅19号系統
中川営業所（副担当：楠営業所）に移管された。先述の通り現在では港明営業所が担当となっている。

#### 名駅27号系統
現在は幹名駅2号系統に統合

#### 栄22号系統
中川営業所（副担当：楠営業所）に移管された。先述の通り現在では港明営業所が担当となっている。

#### 金山25号系統
現在は御器所営業所（副担当：中川営業所）が担当

#### 六番11号系統
現在は東海12号系統として中川営業所が担当。

#### 名港12号系統
現在は幹築地1号系統に統合

#### 名港13号系統
中川営業所に移管された。先述の通り現在では港明営業所が担当している。

#### 名港14号系統
現在は東海11号系統として港明営業所が担当

#### 名港15号系統
現在は東海12号系統として中川営業所が担当

#### 熱田区系統
地下鉄高畑 - 松葉公園前 - 太平通五 - 日比野 - 神宮東門

#### 中川区2号系統
現在は高畑18号系統として港明営業所が担当

#### 港区系統
現在は港巡回系統として中川営業所が担当

#### 出入庫系統
神.港 神宮東門 - 港区役所（金山19の出入庫）

### 副担当路線

#### 神宮14号系統
現在は幹神宮1号系統に統合

#### 幹神宮1号系統
現在は中川営業所が担当

## その他
港営業所の跡地は、名古屋高速4号東海線の建設用地とドラッグストア、マンションに転用されている。また営業所跡地の一部は、港区役所発着路線のための転回場となっており、約20台ほど駐車できるスペースを有する。
転回場敷地に整備施設などを設置したうえで、2019年2月12日に港明営業所が開設された。三重交通に管理を委託している。港明営業所は車両留置と簡単な検査などが行える必要最低限の設備のみとなっており、給油や洗車は三重交通関連会社の名阪近鉄バス名古屋営業所で行っている。

## 車両
旧港営業所ではいすゞ自動車東海(当時)の社員が整備棟に事業所を置いて常駐していたため、いすゞ自動車製の車両で統一されていた。ただし、御器所営業所が改修のため閉鎖された際には、他メーカーの車両も配属されていた。100台以上が配置されて、市営バス有数の保有台数を誇る営業所であった。
2019年2月に港明営業所として14台を配置して再稼働した。2020年4月に30台へ拡大している。
2019年4月時点では、いすゞ自動車（ジェイ・バス）製の車両で再び統一されており、大型バス9台と中型バス5台の配置となっている。